# Apanteles probatus
Apanteles probatus är en stekelart som beskrevs av Papp 1973. Apanteles probatus ingår i släktet Apanteles och familjen bracksteklar. Inga underarter finns listade i Catalogue of Life.